# Servicio de bomberos en el Reino Unido

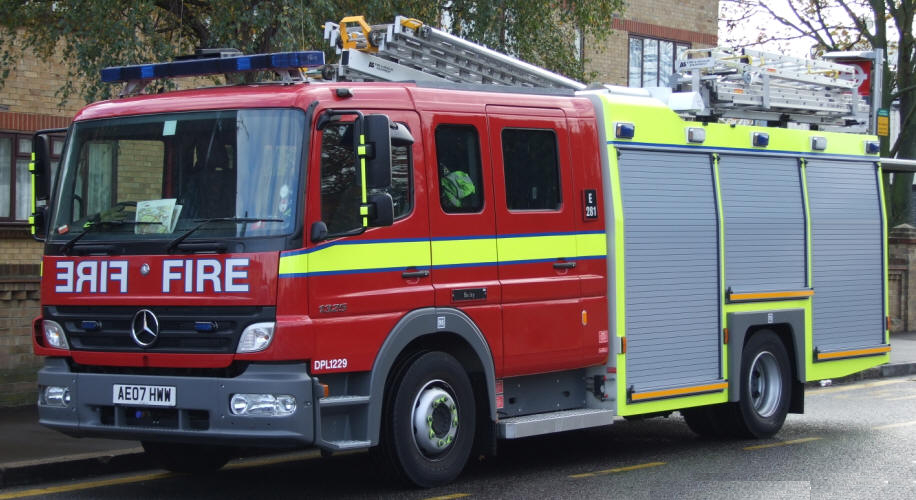
Un camión de bomberos perteneciente a la London Fire Brigade.

El servicio de bomberos en el Reino Unido opera bajo acuerdos legislativos y administrativos independientes en Inglaterra, Irlanda del Norte, Escocia y Gales. Los servicios de bomberos han sufrido cambios significativos desde comienzos del siglo XXI, un proceso propulsado por la devolución de los poderes del gobierno central, nueva legislación y un cambio en los procedimientos operacionales en vistas de los ataques y amenazas terroristas. El catalizador del cambio llegó con la publicación en 2002 de una investigación del servicio de bomberos en el Reino Unido por el Profesor Sir George Bain. Su informe, el Investigación Independiente del Servicio de Bomberos, dio paso a rápidos cambios en los servicios de bomberos y rescate. Los términos de referencia de Bain eran descritos de tal forma: Considerando el papel cambiante y en desarrollo del Servicio de Bomberos en el Reino Unido, para indagar sobre ello y hacer recomendaciones en la futura organización y dirección del Servicio de Bomberos... En el prólogo al artículo, Bain afirmaba que se llevaba a cabo independiente y objetivamente: ...la investigación se juntó con la cooperación del Gobierno, las organizaciones de los patrones y las autoridades de bomberos en Inglaterra y Gales, Escocia e Irlanda del Norte."

## Servicios de bomberos y rescate: generalidades

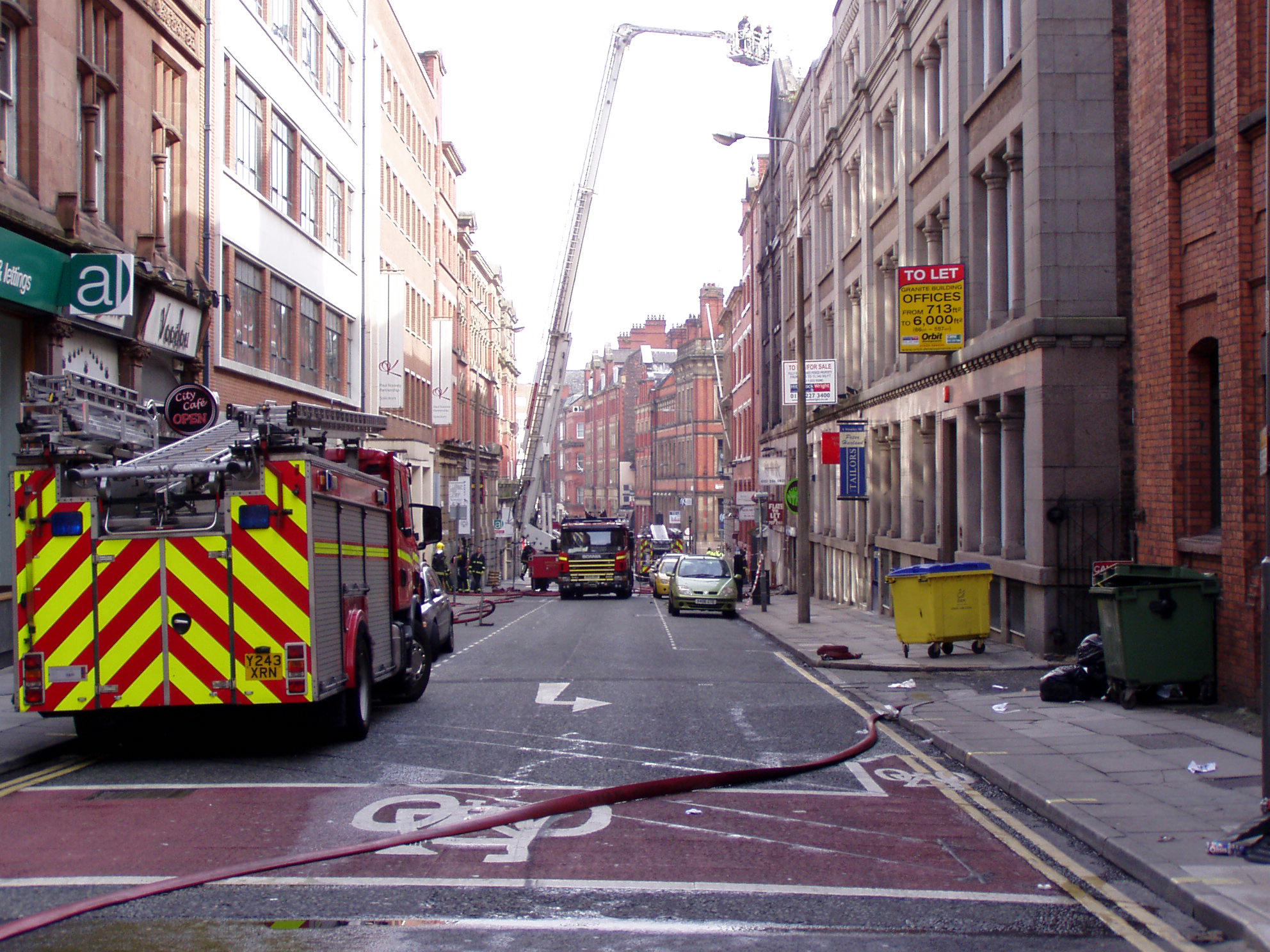
Servicio de Bomberos y Rescate de Merseyside en acción.

Los servicios de bomberos en Inglaterra, Escocia y Gales no están formados a nivel nacional, aunque existe algún servicio individual para Irlanda del Norte. En general, la cobertura de emergencias la provée un servicio de bomberos y rescate (FRS, del inglés: fire and rescue service); el término se usa en la legislación y en los departamentos gubernamentales. El FRS es directamente gobernado y financiado por una autoridad de bomberos. Muchos FRS se conocían previamente como brigadas, o servicios condales de bomberos, pero los cambios legislativos y administrativos y las alteraciones en las fronteras han llevado a la casi incorporación universal del FRS en el nombre.
Un FRS suele ser el cuerpo operativo antiincendios, distinto de la autoridad de bomberos y rescate que es el legislativo. Es un cuerpo público y administrativo compuesto por civiles y concejales que dirige el FRS. Ahora hay muchos niveles de gobierno incluyendo gobierno central, delegado y local; brigadas de bomberos, servicios de bomberos y rescate; y otras agencias ejecutivas, incluyendo el Inspectorado del Servicio de Bomberos de Su Majestad (Her Majesty's Fire Service Inspectorate) (HMFSI), el HMFSI Escocia y la Asociación de Oficiales Jefe de Bomberos, junto con un grado de implicación operativa, legislativa o administrativa con el servicio de bomberos en el Reino Unido. El papel del Consejero Jefe de Bomberos y Rescate se creó en 2007 y su función remplazará finalmente la del HMFSI. Anterior a la introducción de parlamentos y asambleas delegadas en Gran Bretaña (GB), el servicio de bomberos había sido responsabilidad de los respectivos Secretarios de Estado (Departamento de Asuntos Internos y Escocia) para la doble jurisdicción de Gran Bretaña.

## Historia

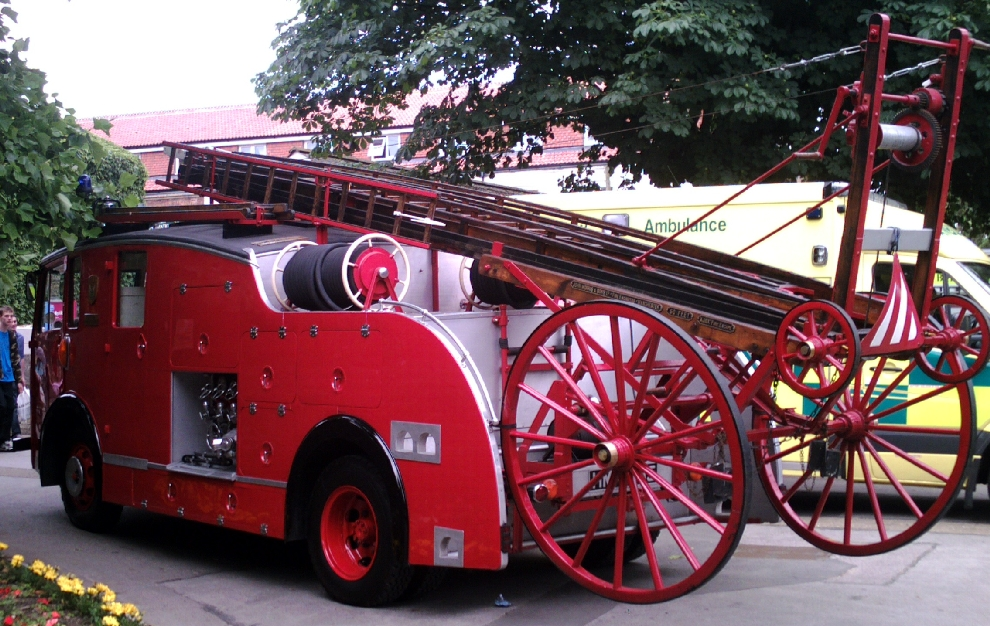
Un camión de bomberos Dennis P12 de 1951 perteneciente a la Brigada de Bomberos de Wiltshire.

La legislación para el suministro del servicio de bomberos en Inglaterra y Gales se remonta a 1865 cuando el Acta de Brigadas de Bomberos Metropolitanas se aprobó, la cual se responsabilizó de extinguir los incendios para las compañías de seguros. Sin embargo, el requerimiento legal para las brigadas de bomberos de las autoridades locales surgió con el aprobamiento del Acta de Brigadas de Bomberos de 1938, al tiempo que había unas 1.600 brigadas por todo el Reino Unido.
Durante la Segunda Guerra Mundial las muchas brigadas de bomberos de las autoridades locales habían sido fusionadas para formar un único Servicio Nacional de Bomberos. Tras la guerra, en 1948, bajo el Acta de Servicios de Bomberos de 1947, los servicios de bomberos fueron devueltos a las autoridades locales como anteriormente, pero (en Inglaterra y Gales) a los concejos condales y municipios condales en vez de a las áreas menores que habían existido previamente.

## Marco legislativo
- Lista extensa de legislación receinte del servicio de bomberos y rescate del Reino Unido:

### Legislación (Reino Unido, Gran Bretaña o Inglaterra y Gales)
A los servicios de bomberos de la autoridad local se les otorgan y garantizan sus poderes imparcialmente bajo la nueva legislación que ha reemplazado cierto número de actas de parlamento que se remontaban más de 60 años atrás, pero todavía sigue bajo cambios. Debajo se puede ver una línea cronológica.
- 1938: Acta de las Brigadas de Bomberos de 1938. Esta Acta (que ya no sigue en vigor) mantenía centralizada la coordinación de las brigadas de bomberos en Gran Bretaña y obligaban a las autoridades locales organizar un servicio de bomberos eficaz.[5]

- 1959: Acta del Servicio de Bomberos de 1947 (enmendada en 1959), ésta fue reemplazada en Inglaterra y Gales por la legislación de 2004[6]

- 1999: Acta de la Autoridad del Gran Londres de 1999. Esta acta era necesaria para tener en cuenta la formación de la Autoridad del Gran Londres y sucesivamente la Autoridad de Planificación de Incendios y Emergencias de Londres.

En 2002 hubo una serie de disputas sobre incendios nacionales, siendo gran parte del descontento causado por un informe sobre el servicio de bomberos en el Reino Unido por el Profesor Sir George Bain. En diciembre de 2002 se publicó el Revisión Independiente del Servicio de Bomberos con la acción industrial todavía en curso. Planteó propuestas radicales sobre cómo el servicio de bomberos debería organizarse y dirigirse. El informe del Profesor Bain's llevó a un cambio en última instancia en cuanto a las leyes relacionadas con la extinción de incendios.
- 2002: Revisión Independiente del Servicio de Bomberos publicado"[1]

- 2004: Acta de los Servicios de Bomberos y Rescate de 2004[9] Esta acta sólo se aplica prácticamente a Inglaterra y Gales.

- 2006: La Orden de Reforma Reguladora (Seguridad Antiincendios) de 2005[10] Esta legislación secundaria o instrumento estatutario reemplaza varias otras actas que trataban sobre precauciones contra incendios y seguridad antiincendios en los locales, incluyendo el ahora caduco proceso de expedir certificados de incendios. Entró en vigor el 1 de octubre de 2006[11] El DfCLG ha publicado un conjunto de guías para locales no-domésticos:

- 2006: El Acta de Gobierno de Gales de 2006 dotó a la Asamblea Nacional para Gales poderes para aprobar leyes sobre "Servicios de bomberos y rescate. [y] Promoción de seguridad contra incendios de otra manera que según prohibición o regulación." pero no previene una futura legislación que sea aprobada por el gobierno del Reino Unido que se aplique a dos o más países constituyentes.

Hay más planes para modernizar el servicio de bomberos de acuerdo con la Asociación del Gobierno Local. Su sitio web destaca futuros cambios y proyectos específicos:
"El propósito del Programa de Modernización de Bomberos es adoptar prácticas de trabajo modernas dentro del Servicio de Bomberos y Rescate para resultar más efiente y eficaz, mientras se fortalece la contingencia y elasticidad del Servicio para reaccionar frente a los incidentes.
"

#### Elegir comité
El servicio de bomberos en Inglaterra y Gales lo escrutina designa un comité selecto por la Cámara de los Comunes. En junio de 2006, el comité selecto del servicio de bomberos y rescate, bajo los auspicios del Comité de Gobierno Local y de las Comunidades, publicó su último informe.
Informe del Comité
El escrito del comité se describe en su página web:
El Comité de Gobierno Local y de las Comunidades es designado por la Cámara de los Comunes para examinar los gastos, administración y acciones del Departamento para el Gobierno Local y de las Comunidades y sus cuerpos asociados.
Respuesta del Gobierno
Este documento, y la subsiguiente respuesta gubernamental en septiembre de 2006, son importantes dado que destacaron el progreso en el FiReControl, los esfuerzos para tratar la diversidad y el cierre planeado del HMFSI en 2007, entre muchos temas.
Ambos documentos son interesantes ya que aluden al informe del Profesor Bain y sus muchas recomendaciones que se hicieron y continúan exponiendo la noción de que hay una necesidad creciente de modernizar los servicios de bomberos. Por ejemplo, donde los servicios de bomberos eran históricamente inspeccionados por el HMFSI, gran parte de este trabajo se realiza ahora por la Oficina Auditória Nacional.
Control de incendios
El 8 de febrero de 2010 el Comité Selecto de las Comunidades y del Gobierno Local de la Cámara de los Comunes tuvo vio resultados del proyecto de Control de Incendios. Se llamaron a dar testimonio Cllr Brian Coleman y Cllr James Pearson de la Asociación del Gobierno Local. También lo hicieron Matt Wrack de la Unión de Brigadas de Bomberos y John Bonney de la Asociación de Oficiales Jefe de Bomberos. En la segunda sesión intervino Shahid Malik Ministro de Bomberos MP, Sir Ken Knight Consejero Jefe de Bomberos y Rescate, Shona Dunn director del Departamento para Comunidades y Gobierno Local de Incendios y Recuperación, Robin Southwell CEO y Roger Diggle director del proyecto EADS. El comité lo presidió el Dr Phyllis Starkey MP y atarajo una significante atención de los medios de comunicación.

### Legislación y administración (Inglaterra)
Consiguientemente al Acta de Gobierno de Gales de 2006, podría aprobarse futura legislación que puede afectar a Inglaterra exclusivamente.

### Legislación y administración (Irlanda del Norte)
Los servicios de bomberos y rescate en Irlanda del Norte son provistos por una única entidad: el Servicio de Bomberos y Rescate de Irlanda del Norte, una Corporación Estatutaria financiada por el Departamento de Salud, Servicios Sociales y Seguridad Pública.
- 1950: Cuando el Servicio Nacional de Bomberos de Irlanda del Norte se disolvió, tres autoridades de bomberos tomaron el control de la lucha contra incendios pero se unificaron como la Autoridad de Bomberos de Irlanda del Norte en 1950.[20] El Acta de Servicios de Bomberos (Enmienda) (Irlanda del Norte) de 1950 se convirtió en legislación primaria en el mismo año.

- 2006: Ordenanza de los Servicios de Bomberos y Rescate (Irlanda del Norte) de 2006 S.I. No. 1254 (N.I.9)[21]

### Legislación y administración (Escocia)
Los servicios de bomberos en Escocia son responsabilidad de la Secretaría del Gabinete para Justicia en el Gobierno Escocés. Anteriormente la responsabilidad recaía en la Secretaría de Estado para Escocia (la pertinente "Secretaría de Estado" referida en legislación aplicable a Escocia).
- 1824: Establecimiento de servicio de bomberos municipal en Edimburgo,[23] la primera brigada de bomberos pública en el Reino Unido[24]
- 1885: Creación de la Oficina de Escocia transfiriendo funciones administrativas (pero no legislativas) a la Secretaría de Estado para Escocia.
- 1938: El Acta de Servicios de Bomberos de 1938 combinó las funciones de 185 brigadas de bomberos e impuso obligaciones anti-incendios a las autoridades locales,[25]
- 1941: Las brigadas de bomberos transferidas al Servicio Nacional de Bomberos (NFS: National Fire Service) para formar la Región Nº11[26]].
- 1947: El Acta de Servicios de Bomberos de 1947 devolvió las brigadas de bomberos en Escocia al control de las autoridades locales,[27] mayormente mediante juntas de consenso. Se crearon 11 brigadas[28] pareciéndose algo a las áreas NFS. La sección 36 del Acta trataba de su aplicación a Escocia. Partes del Acta siguen en vigor en Escocia.
- 1959: Partes del Acta de Servicios de Bomberos de 1959 del Reino Unido siguen en vigor en Escocia.
- 1996: Creación de juntas de consenso adicionales consiguientes a la reorganización del gobierno local.
- 1999: Transferencias de responsabilidad de la Secretaría de Estado para Escocia al Ejecutivo Escocés
- 2002: Examen de consulta: "The Scottish Fire Service of the Future"
- 2003: Examen de consulta: "The Scottish Fire and Rescue Service: legislative proposals".
- 2004: Introducción de Plan de Bomberos (Escocia) consiguiente al examen de consulta de 2003.
- 2005: Acta de Bomberos (Escocia) de 2005. El alcance de esta acta incluye un "régimen de seguridad anti-incendios para locales no-domésticos", pero también incluye legislación que tiene en cuenta la provisión y dirección del servicio de bomberos y rescate para las ocho autoridades locales y juntas de consenso FRS en Escocia.[29][30]

### Legislación y administración (Gales)
- 2006: El Acta de Gobierno de Gales de 2006 concedió a la Asamblea Nacional para Gales el poder de aprobar leyes sobre "servicios de bomberos y rescate. [y] Promoción de la seguridad anti-incendios de manera que no sea por prohibición o regulación.".

## Responsabilidad gubernamental de los servicios de bomberos

### Gobierno central
Históricamente, la Oficina Nacional había sido responsable de los asuntos del servicio de bomberos en Inglaterra y Gales hasta la Segunda Guerra Mundial, cuando la creación del Servicio Nacional de Bomberos puso todas las brigadas de bomberos del Reino Unido bajo control del gobierno central, fue sucesivamente bajo los auspicios del Servicio de Defensa Civil. La legislación tras la guerra devolvió el control al Gobierno de Irlanda del Norte, la Oficina Nacional (para sercicios en Inglaterra y Gales) y la Secretaría de Estado para Escocia.

### Inglaterra
El servicio de bomberos siempre ha sido la eventual responsabilidad de un departamento gubernamental, históricamente asistido por una agencia ejecutiva llamada Inspectorado del Servicio de Bomberos de su Majestad o HMFSI (Her Majesty's Fire Service Inspectorate), su función se describía así:
"Para lograr nuestra visión por educación y legislación, en un ambiente que fomenta una mejor práctica, igualdad y diversidad, salud y seguridad y mejor valor, y mediante inspección, para avanzar el desarrollo y mejora continua de las brigadas de bomberos."
Inmediatamente tras las elecciones generales de mayo de 2001, el control del servicio de bomberos en Inglaterra y Gales pasó de la Oficina Central en el DTLR – o Departamento para Transporte, Gobierno Local y Regiones (Department for Transport, Local Government and Regions). Este departamento se disolvió después de crearse la Oficina del Diputado Primer Ministro (Office of the Deputy Prime Minister) (ODPM) que tomó la responsabilidad del gobierno central.
En mayo de 2006, la ODPM se reestructuró, creando el Departamento para Comunidades y Gobierno Local o CLG (Department for Communities and Local Government), y se convirtió en el departamento del gobierno central para las autoridades de bomberos en Inglaterra, pero sería asesorado por un nuevo departamento bajo la dirección del Jefe Consejero de Bomberos y Rescate.

#### Ministros del servicio de bomberos
El ministro del servicio de bomberos es el político superior cuyas competencias incluyen directamente temas de incendios y rescate en Inglaterra y Gales, otras partes del Reino Unido que nunca han tenido este asunto específicamente bajo el control de un ministerio del Reino Unido en tiempos de paz. El ministro del servicio de bomberos no forma parte del gabinete del primer ministro. El puesto lo ocupa un ministro subalterno, o Subsecretario Parlamentario de Estado que informa al Secretario de Estado para Comunidades y Gobierno Local, el cual tiene máxima responsabilidad en tema de incendios y rescate, pero eso es parte de competencias muchos mayores.
- Hazel Blears: Secretario de Estado para Comunidades y Gobierno Local y Ministro para Mujeres
- Parmjit Dhanda: Nombrado en 2007 como Subsecretario Parlamentario de Estado para Incendios y Resistencia en CLG[34]

#### Ministros previos
- Angela Smith: un ex-representatne para Incendios y Rescate en Essex
- Jim Fitzpatrick: un exbombero en la Brigada de Bomberos de Londres y representante FBU
- Nick Raynsford: el ministro en funciones cuando el control legislativo cambió de la Oficina Central a la Oficina del Diputado Primer Ministro. Raynsford también fue el ministro durante las huelgas nacionales de 2002/3

#### Gobierno regional
Tras el nivel nacional hay cuerpos regionales y locales cuya función es establecer una autoridad de bomberos, implementar la legislación del escalón superior, mientras se trabaja al lado del relevante HMFSI y otros cuerpos interesados.
- Autoridad del Gran Londres
- Autoridad de Planificación de Incendios y Emergencias de Londres (bajo control directo de la Autoridad del Gran Londres)
- Servicios o brigadas de bomberos y rescate metropolitanas y condales

El siguiente nivel por debajo de la autoridad local es una brigada que normalmente es la responsabilidad del comando operacional de un agente veterano de mayor rango. Tradicionalmente los Agente Jefe de Bomberos han ascendido desde los rangos de bomberos, aunque bajo la modernización planifique brigadas ahora puede manejar la entrada gradual, y la promoción de vía rápida como ya es el caso con las fuerzas armadas y la policía. La Brigada de Bomberos de Londres anunció detalles de su proyecto gradual en 2007. Los Agentes Jefe de Bomberos (CFO, Chief Fire Officers) hablan conjuntamente a través de la Asociación de Agentes Jefe de Bomberos.
- Autoridad de bomberos: concejales locales elegidos para realizar planes en los servicios de bomberos y rescate, distribuir los fondos, y aprobar gastos mayores
- Autoridad local: ejecutivo jefe, poderes globales para todas las funciones de una autoridad, incluyendo bomberos, rescate y resistencia
- Brigada: Agente Jefe de Bomberos, Director de Brigada, o (en el Gran Londres) Comisionado, poder operacional global, estratégico y comando de una brigada o servicio de bomberos y rescate

Los CFOs sí que atienden incidentes operativos. El CFO Roy Wilsher tomó el mando en el fuego de depósito de aceite de Hertfordshire en Buncefield y formó parte del equipo comando dorado, un CFO normalmente estaría a cargo de un fuego o al menos el agente más veterano atendiendo.

#### Consejero Jefe de Bomberos y Rescate
En febrero de 2007, el gobierno anunció la creación de una nueva unidad para dotar minitros y funcionarios con "consejo profesional independiente en materia de inciendios y rescate". Será liderado por un nuevo rol que se conocerá como Consejero Jefe de Bomberos y Rescate, cuyo papel será (entre otros) trabajar hacia la reducción del número de muertes en incendios en Inglaterra y Gales e implementar cambios a FRS requeridos por el Acta de Servicios de Boomberos y Rescate de 2004 En mayo de 2007, el comisionario Sir Ken Knight de la Autoridad de Planificación en Incendios y Emergencias sue elegido como primer Consejero Jefe y Consejero de Rescate. Asumirá la histórica función del Inspectorado del Servicio de Bomberos de Su Majestad.

### Escocia
Excepto el periodo cuando existía el Servicio Nacional de Bomberos, los asuntos concernientes a la lucha contra incendios eran tratados por la Oficina Escocesa (más tarde el Ejecutivo Escocés, ahora el Gobierno Escocés).
- Ejecutivo Escocés, escalón superior para Escocia[38]

En Escocia El Inspectorado de Bomberos de Escocia de Su Majestad (comúnmente conocido por la forma abreviada y no cualificado nacionalmente "HMFSI") existe para inspeccionar todos los servicios de bomberos en Escocia para cercionarse de cómo se encargan de sus funciones bajo la legislación correspondiente . Sus funciones como cuerpo autónomo bajo el cargo del Ministerio de Justicia del Gobierno de Escocia.

### Irlanda del Norte
Excepto en el periodo en que existía el Servicio Nacional de Bomberos, los asuntos concernientes a la lucha contra incendios estaba a cargo del gobierno de Irlanda del Norte.
- Asamblea de Irlanda del Norte, nivel más alto de Irlanda del Norte, por defecto, un servicio de bomberos,[40][41]

### Gales
- Responsabilidad de la Asamblea de Gales de los servicios de bomberos y rescate y promoción de (pero no su control legislativo) seguridad contra incendios en Gales.[42] Ahora recae en la Asamblea de Gales.[43]

## Estructura del servicio de bomberos

### FRS o nivel brigada
Las brigadas se siguen subdividiendo de acuerdo con la práctica local de la siguiente forma:
- Comando: Grandes brigadas como la Brigada de Bomberos de Londres (London Fire Brigade en inglés) se dividen en tres comandos
- Área: Una brigada o FRS también se puede dividir en áreas. Londres es un buen ejemplo porque se divide de cinco áreas geográficas: noroeste, norte, noreste, suroeste y sureste
- Divisional: Un áreas geográfica menor, puede decidirse localmente de nuevo. Londres es un buen ejemplo porque hasta 1986 la LFB se componía de once divisiones
- Municipio: Las brigadas vinculadas ahora con concejos locales, y por el tamaño de Londres, sus tres comandos también terminan con los municipios de Londres, así que cada municipio es una pequeña división. Ahora tiene equipos municipales,[44] y una lista separada de estaciones muestra cada municipio al que pertenece.[45]

### Resistencia
La Oficina Gabinete es responsable del Secretariado Civil de Contingencias (Civil Contingencies Secretariat), conocido como el CSS, da consejo a particulares en caso de desastre mayor:
"El sitio web guía de forma fácil al público general sobre cómo prepararse a sí mismos, a sus familias y sus hogares y negocios durante una emergencia o un desastre."
Cualquier emergencia o desastre implicará probablemente un FRS del Reino Unido, y el término genérico para tales planes de contingencia se conoce como resistencia. El sitio web da consejo gubernamental específico sobre seguridad contra incendios; por ejemplo: la campaña de seguridad de incendios en verano o la guía de seguridad contra incendios de escuelas, entre otros.
El gobierno está trabajando actualmente en asociarse con el FRS en toda Gran Bretaña para establecer una mayor capacidad de manejar incidentes mayores. En Inglaterra, el Departamento para Comunidades y Gobierno Local (Department for Communities and Local Gobernment) está tratando tres proyectos como parte de un programa más amplio para incrementar la resistencia, interoperabilidad y control dentro del servicio. Los tres proyectos son: New Dimension (Nueva Dimensión), Firelink (Enlacefuego) y FiReControl (ControFuego). Estos proyectos conforman el Programa de Resistencia contra Incendios (Fire Resilience Programme), parte de la agenda de modernización del gobierno.

## Financiación del servicio de bomberos
En el Reino Unido, un FRS suministra normalmente sus servicios gratuitamente, aunque hay algunos servicios especiales por los que se puede cobrar, y algunos otros servicios por los que se puede pagar. El servicio es libre para el usuario final en el caso de una emergencia.
La financiación del servicio de bomberos viene de dos fuentes principales. Tomando un ejemplo aleatorio, el Ayuntamiento de la Ciudad de Wolverhampton (en Inglaterra) ha publicado detalles de su presupuesto e impuestos locales para el año financiero de 2006 a 2007 en línea.

### Precepto
El documento encima hace referencia a un incremento del 4,8% en el precepto de incendios. Es simplemente una cantidad de dinero recogida por una autoridad local, de particulares, por medio de los impuestos de su concejo para el coste de la financiación del FRS. El precepto es pagado a la autoridad de incendios que cubre el área del concejo (en este caso es la Autoridad de Bomberos de Midlands del Oeste). Pero una autoridad de bomberos generalmente es mayor que un ayuntamiento de un pueblo o una pequeña ciudad. Donde hay varios municipios, como en el caso de Londres, el precepto recogido de cada municipio se pagará a la autoridad local.
El Servicio de Bomberos y Rescate de Yorkshire del Oeste mencionó específicamente el precepto en su presupuesto para 2006. El FRS está diciendo claramente a los usuarios del servicio cuánto tendrán que pagar para mantener el servicio.

### Pago subsidiado
El resto de la financiación del FRS viene de un pago subsidiado del gobierno central para cada autoridad de bomberos. Cada FRS tiene que negociar su propio pago de acuerdo con el tamaño y la demanda de sus servicios.

## Modernización

### La necesidad de modernización
En 2002, el gobierno pidió al Profesor Sir George Bain para realizar un informe de amplio alcance del servicio de bomberos en el Reino Unido. Su informe, El Informe Independiente del Servicio de Bomberos (The Independent Review of the Fire Service), llevó a rápidos cambios en los servicios de bomberos y rescate y fue la base de lo que finalmente se convirtió en la Acta de los Servicios de Bomberos y Rescate de 2004. Los términos de referencia de Bain eran descritos en septiembre de 2002 de la siguiente forma:
"Habiendo considerado el papel de cambio y desarrollo del Servicio de Bomberos en el Reino Unido, para indagar y hacer recomendaciones en la futura organización y dirección del Servicio de Bomberos..."
Incluido en muchos de los títulos del informe, y dentro del texto estaba la palabra modernización, pero el informe de Bain no era popular con los bomberos, y empezó un largo periodo de acción industrial en 2002 y continuó hasta 2003 reuniendo un nuevo conjunto de juego y condiciones.
Una de las áreas identificadas por Bain como necesitadas de modernización era acercar FRS a la prevención de incendios y la seguridad contra incendios comunal. Ahora hay énfasis en la prevención de incendios y la divulgación de información pública al mismo tiempo que animar a empresas y negocios individuales a responsabilizarse en proveer un asesoramiento de riesgos de negocios, que entró en ley en octubre de 2006. Además, los cambios en el gobierno central, gobierno local y fronteras geográficas han tenido impacto en el servicio de bomberos del Reino Unido.
El servicio de bomberos en Inglaterra se compone de brigadas o Servicios de Bomberos y Rescate de la autoridad local que se encuentran bajo control administrativo de autoridades de bomberos metropolitanas y del shire, o condado (por ejemplo: Servicio de Bomberos y Rescate del Condado de Essex). La Brigada de Bomberos de Londres es única en tener un papel extra de gobierno en forma de la Autoridad del Gran Londres que está por encima de la Autoridad de Planificación en Incendios y Emergencias de Londres.
La mayoría de los cuerpos antiincendios estatutarios se componen de una autoridad de bomberos, y brigada; la primera responsable de los aspectos políticos y administrativos de provisión del servicio, la última responsable de su suministro. Por ejemplo, la LFEPA es la autoridad que dirige la Brigada de Bomberos de Londrese; el Concejo Condal de Oxfordshire se encarga del Servicio de Bomberos y Rescate de Oxfordshire. Las autoridades locales en el Reino Unido tienen muchas otras funciones, así como provisión de una brigada de bomberos. Además, el conjunto de las fuerzas armadas, brigadas de bomberos privadas y aeropuertos realizan su propia provisión de lucha contra incendios.
Otra área identificada en el informe de Bain era la habilidad del FRS para responder a incidentes mayores. El informe de Bain sostenía que el servicio de bomberos debería tener responsabilidades específicas para: "Preparación de emergencia junto con la capacidad y resistencia de respondes a incidentes mayores de terrorismo y otras amenazas químicas biológicas, radiológicas o nucleares".  Es Inglaterra y Gales se están extendiendo tres proyectos que ayudarán al FRS a manejarse en incidentes como estos. Los proyectos se encuentran bajo el amparo del Programa de Resistencia a Incendios. El programa suministrará al FRS una resistencia mucho mayor y control para manejar todo tipo de incidentes.
De estos tres proyectos en el Programa de Resistencia de Incendios, el Programa New Dimension (Nueva Dimensión) ha sido el primer proyecto en extenderse. New Dimension ha dado al FRS un amplio abanico de equipamiento y vehículos para ayudar en el manejo de retos como inundaciones y ataques terroristas. El segundo proyecto en extenderse es Firelink, elevando las áreas de radio con un solo sistema digital. El tercer y último proyecto en el programa en extenderse será FiReControl, que proveerá un gran control dentro del servicio y mejor coordinación entre los servicios de emergencia. Desde 2008, este proyecto consolidará los 45 servicios de bomberos existentes en Inglaterra en 9 Centros de Control Regional.

### Seguridad antiincendios
Históricamente la seguridad antiincendios era una función de las autoridades locales más que del servicio de bomberos, sin embargo en 1947 la introducción del Acta de Servicios de Bomberos otorgó a las Brigadas de Bomberos sus primeras funciones en esta cuestión. El Acta de Precauciones de Incendios de 1971, las Regulaciones de Precauciones de Incendios (en el lugar de trabajo) de 1997 y la Orden de Reforma Reguladora (Seguridad Antiincendios) de 2005 dio más poderes al servicio.
Hoy en día, la modernización del servicio de bomberos del Reino Unido ha tenido en cuenta el papel que juega en temas de seguridad ante incendios, lo cual está en lo más alto de la agenda de la mayoría de los servicios de bomberos y rescate. Muchas brigadas han empezado a producir Planes de Manejo Integrado (Integrated Management Plans) (IMP) para tener en cuenta estas nuevas responsabilidades y han elaborado planes para no sólo seguridad contra incendios en el lugar de trabajo sino también en la comunidad. Ahora todos los servicios de bomberos y rescate poseen departamentos de seguridad contra incendios basados en la comunidad.
El Acta de Servicios de Bomberos y Rescate de 2004 establece en la sección 6 qué deben hacer los servicios de bomberos. Establece que una autoridad de bomberos y rescate debe hacerse provisión con el propósito de promover la seguridad contra incendios en su área, y esto debe incluir la provisión de información, publicidad y fomento respecto a los pasos a tomar para prevenir incendios y muertes o lesiones por el fuego no sólo mediante la aplicación de legislación de seguridad contra incendios específica, sino también mediante una estrategia proactiva dirigida a todas los sectores de la comunidad.

## Programa de incendios y resistencia
El programa de incendios y resistencia posee tres componentes: New Dimension, Firelink y FiReControl. Todos juntos proveerán al FRS de equipamiento, una red y la estructura para manejar una amplia gama de incidentes.

### New dimension
New Dimension (Nueva dimensión) fue el primer proyecto de Resistencia contra Incendios en ser implantado. Suministró FRSs con una amplia gama de equipamiento y vehículos para ayudar a manejar retos de mayor importancia como inundaciones y ataques terroristas.

### FireLink
FireLink es el nuevo sistema digital de comunicaciones de amplia área FRS en Inglaterra, Escocia y Gales. El FRS emplea radios de amplia área para la comunicación entre vehículos y salas de control pero nunca ha habido un sistema totalmente compatible. FireLink es más eficiente y suministra mayor resistencia para comandar y controlar. La habilidad del servicio de bomberos para comunicarse eficientemente, a través de diferentes brigadas y con otros servicios de emergencia nuna ha sido fácil. El asunto fue iniciado por Sir Desmond Fennell, quien dirigió la encuensta pública en el fuego King's Cross en 1987. Fennell recomendó que su informe se publicara en 1988, que las comunicaciones en el incendio se dirigieran como un tema de "alta importancia".

### FiReControl
El informe del profesor Bain destacó muchas áreas propuestas para cambio, incluyendo prácticas de trabajo, turnos de horarios y tiempo ddedicado en tareas de prevención de incendios. Uno de las propuestas que ahora está bajo vía de reducción de cámaras de control del servicio de bomberos.
En el presente, cada una de los 45 fRSs de Inglaterra (el número de FRS se redujo de 46 en abril de 2007 con la fusión de los FRSs de Devon y Somerset) dirige sus propias llamadas de bien el sistema 999 o bien de compañías de teléfono móvil. Además, las llamadas son aceptadas de los otros servicios de emergencia por líneas terrestres dedicadas. El proyecto FiReControl está construyendo nueve nuevos Centros de Control Regional (RCCs), con intención de construcción. La intención es racionalizar el manejo de las llamadas y mayore comunicación entre los servicios de emergencia.
Actualmente, las llamadas al 999 son contestadas por un operador BT, que se encarga de las llamadas a los servicios de bomberos, policía, ambulancia o cualquier. Los empleados, conocidos como operadores controladores o empleados controladores, también despachan las instalaciones de bomberos, mantienen las comunicacinoes por radio y suministran información detallada y geográfica del riesgo. Estos operadores son contratados por un FRS, visten un uniforme similar a los bomberos y tienen su propia estructura de rangos. El papel de oficiales de bomberos especialistas y operadores controladores solapa donde trabajan conjuntamente en control o centros de control, pero el asunto de la movilización, órdenes y control cambiará según avanza el proyecto FiReControl.

## Lista de servicios públicos de bomberos y rescate del Reino Unido

### Inglaterra
| Servicio de Bomberos y Rescate de Avon                                                      |
| Servicio de Bomberos y Rescate de Bedfordshire y Luton                                      |
| Servicio de Bomberos y Rescate de Royal Berkshire                                           |
| Servicio de Bomberos y Rescate de Buckinghamshire                                           |
| Servicio de Bomberos y Rescate de Cambridgeshire                                            |
| Servicio de Bomberos y Rescate de Cheshire                                                  |
| Brigada de Bomberos de Cleveland                                                            |
| Servicio de Bomberos y Rescate de Cornwall                                                  |
| Servicio de Bomberos y Rescate del Condado de Durham y Darlington                           |
| Servicio de Bomberos y Rescate de Cumbria                                                   |
| Servicio de Bomberos y Rescate de Derbyshire                                                |
| Servicio de Bomberos y Rescate de Devon y Somerset (nuevo FRS creado por la fusión en 2007) |
| Servicio de Bomberos y Rescate de Dorset                                                    |
| Servicio de Bomberos y Rescate de Sussex del Este                                           |
| Servicio de Bomberos y Rescate del Condado de Essex                                         |
| Servicio de Bomberos y Rescate de Gloucestershire                                           |
| Servicio de Bomberos y Rescate del Gran Mánchester                                          |
| Servicio de Bomberos y Rescate de Hampshire                                                 |
| Servicio de Bomberos y Rescate de Hereford y Worcester                                      |
| Servicio de Bomberos y Rescate de Hertfordshire                                             |
| Servicio de Bomberos y Rescate de Humberside                                                |
| Servicio de Bomberos y Rescate de las Islas de Scilly                                       |
| Servicio de Bomberos y Rescate de la Isla de Wight                                          |

| Servicio de Bomberos y Rescate de Lancashire                                                        |
| Servicio de Bomberos y Rescate de Kent                                                              |
| Servicio de Bomberos y Rescate de Leicestershire                                                    |
| Servicio de Bomberos y Rescate de Lincolnshire Archivado el 13 de abril de 2007 en Wayback Machine. |
| Brigada de Bomberos de Londres LFEPA                                                                |
| Servicio de Bomberos y Rescate de Merseyside                                                        |
| Servicio de Bomberos y Rescate de Norfolk                                                           |
| Servicio de Bomberos y Rescate de Northamptonshire                                                  |
| Servicio de Bomberos y Rescate de Northumberland                                                    |
| Servicio de Bomberos y Rescate de Yorkshire del Norte                                               |
| Servicio de Bomberos y Rescate de Nottinghamshire                                                   |
| Servicio de Bomberos y Rescate de Oxfordshire                                                       |
| Servicio de Bomberos y Rescate de Shropshire                                                        |
| Servicio de Bomberos y Rescate de Yorkshire del Sur                                                 |
| Servicio de Bomberos y Rescate de Staffordshire                                                     |
| Servicio de Bomberos y Rescate de Suffolk                                                           |
| Servicio de Bomberos y Rescate de Surrey                                                            |
| Servicio de Bomberos y Rescate de Tyne y Wear                                                       |
| Servicio de Bomberos y Rescate de Warwickshire                                                      |
| Servicio de Bomberos de Midlands del Oeste                                                          |
| Servicio de Bomberos y Rescate de Sussex del Oeste                                                  |
| Servicio de Bomberos y Rescate de Yorkshire del Oeste                                               |
| Servicio de Bomberos y Rescate de Wiltshire                                                         |

- Véase también: mapa interactivo Fire Gateway de servicios de bomberos y rescate en Inglaterra

### Irlanda del Norte
| Servicio de Bomberos y Rescate de Irlanda del Norte |

### Escocia
Las brigadas escocesas todavía están ampliamente basadas en el sistema regiones de gobierno local en uso desde 1975 hasta 1996. Con la excepción de dos autoridades de bomberos, son juntas directivas responsables de los grupos de municipios.
| Brigada                                                 | Áreas municipales (si son diferentes del nombre de la brigada) |
| ------------------------------------------------------- | --- |
| Servicio de Bomberos y Rescate de Escocia Central       | Clackmannanshire, Falkirk, Stirling |
| Servicio de Bomberos y Rescate de Dumfries y Galloway   | |
| Servicio de Bomberos y Rescate de Fife                  | |
| Servicio de Bomberos y Rescate de Grampian              | Aberdeen, Aberdeenshire, Moray |
| Servicio de Bomberos y Rescate de Highlands y las Islas | Highland, Orkney, Shetland, Na h-Eileanan Siar (Islas Western) |
| Lothian and Borders Fire and Rescue Service             | East Lothian, Edimburgo, Midlothian, Scottish Borders, West Lothian |
| Servicio de Bomberos y Rescate de Strathclyde           | Argyll y Bute, East Ayrshire, East Dunbartonshire, East Renfrewshire, Glasgow, Inverclyde, North Ayrshire, North Lanarkshire, Renfrewshire, South Ayrshire, South Lanarkshire, West Dunbartonshire |
| Servicio de Bomberos y Rescate de Tayside               | Angus, Dundee, Perth y Kinross |

- Véase también Fire Master para más información sobre el jefe de los oficiales de bomberos en Escocia

### Gales
| Brigadea                                               | Áreas principales cubiertas |
| ------------------------------------------------------ | --- |
| Servicio de Bomberos y Rescate de Gales Centro y Oeste | Carmarthenshire, Ceredigion, Neath Port Talbot, Pembrokeshire, Powys Swansea                                                          |
| Servicio de Bomberos y Rescate del Norte de Gales      | Anglesey, Conwy, Denbighshire, Flintshire, Gwynedd, Wrexham                                                                           |
| Servicio de Bomberos y Rescate del Sur Gales           | Blaenau Gwent, Bridgend, Caerphilly, Cardiff, Merthyr Tydfil, Monmouthshire, Newport, Rhondda Cynon Taf, Torfaen, Valle de Glamorgan. |

Gales vio cómo se redujeron el número de brigadas de bomberos en 1996, de 8 (el número de antiguos condados administrativos) a 3, compuesto de grupos de nuevas áreas principales.

### Dependencias de la Corona
Las Dependencias de la Corona poseen sus propios servicios de bomberos y rescate:
- Servicio de Bomberos y Rescate de Jersey
- Servicio de Bomberos y Rescate de Guernsey
- Servicio de Bomberos y Rescate de la Isla de Man

## Otros servicios de bomberos y rescate del Reino Unido
Hay varios FRSs especializados y privados en el Reino Unido.

### Servicio de bomberos BAA

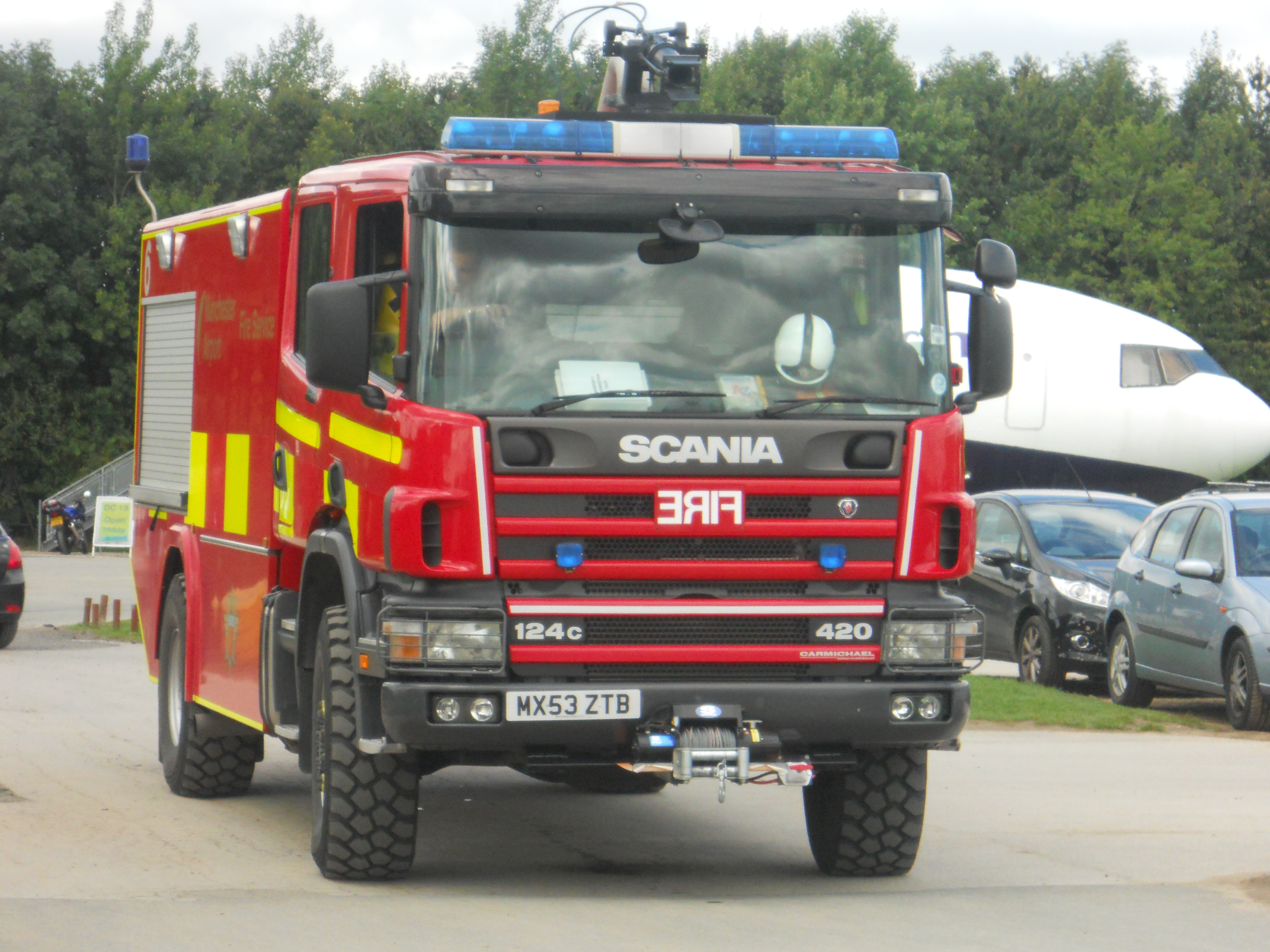
Un camión de bomberos en el aeropuerto de Mánchester.

Los servicios de bomberos en aeropuertos en el Reino Unido protegen todas las categorías de aeropuertos y aeródromos. Se les suele hacer referencia como Servicios de Rescate y Antiincendios. Uno de los mayores servicios de bomberos de aviación es operado por BAA. Los aeropuertos no BAA operan con sus propios servicios de bomberos para cumplir con la legislación que establece que los aeropuertos deben disponer de RFFS. Un ejemplo así es el aeropuerto de la ciudad de Londres, cuyo sitio web describe el principal objetivo de un servicio de bomberos y rescate de aeropuerto: "como salvar vidas en el caso de un accidente o incidente de aviación". El número y tipo de instrumentos en la lucha contra incendios con base en un aeropuerto se determinará por la categoría del aeropuerto en cuestión. Los aeropuertos en el Reino Unido están categorizados de 1 a 10. Una categoría 10 de aeropuerto está preparada para el mayor accidente aéreo, los estándares son determinados por la Autoridad Civil de Aviación del Reino Unido.

### Servicio de bomberos y rescate de defensa
El MoD opera su propia organización de bomberos y rescate. En sus orígenes se componía de un servicio de bomberos civil conocido como el "Servicio de Bomberos de Defensa" y el Servicio Antiincendios y de Rescate RAF. Se conocían colectivamente como el Ministerio de Servicios de Bomberos de Defensa, pero en 2004 se transformaron en el Servicio de Bomberos y Rescate de Defensa. Esto también incluye contratistas privados traídos para proteger sitios como pequeños establecimientos de defensa.
El DFRS es la mayor autoridad no-geográfica o local FRS en el país y el entrenamiento, estructura por rangos y equipamiento usados son similares a los operados por sus homólogos servicios de bomberos de la autoridad local.
Como norma general, el Servicio de Bomberos RAF cubre pistas o campos de aéreos con experiencia particular en desactivar municiones aéreas.
El Servicio de Bomberos de Defensa civil cubría sitios domésticos, pero había duplicidad de funciones y ambos servicios podían ser llamados a situaciones de campos aéreos y domésticas.
Tanto RAF como personal de defensa pueden servir en el extranjero tanto en tiempos de paz como en guerra.
Tanto la Marina Real como la Armada Británica operan sus propias dispositivos y servicios en sus respectivas bases y áreas de operación. Las instalaciones de los Marines Reales son atendidas por la Marina Real.

### FRS privado e industrial
Algunas grandes fábricas operan sus propios servicios de bomberos privados o industriales para proteger sus intereses y proveer una primera capacidad de ataque hasta la llegada de los bomberos de la autoridad local.

### BNFL
British Nuclear Fuels y algunos otros operadores de plantas nucleares tienen su propio servicio de bomberos in situ.

### Puertos
Varios grandes puertos tienen su propio servicio de bomberos, como Felixstowe.

### Servicios finales de seguridad contra incendios
Varias unidades privadas de seguridad contra incendios ocasionales operan en el Reino Unido en sucesos de mayor importancia como actuaciones aéreas, regatas, conciertos y proyecciones cinematográficas. A veces usan los servicios de los bomberos fuera de servicio y personal de emergencia para dar cobertura en eventos al aire libre. La cobertura consiste normalmente en uno o dos aparatos estándares anti-incendios con quizás una rápida respuesta o vehículo control.

### Servicios de bomberos que protegen reales propiedades
Varias propiedades estatales, incluyendo residencias reales y el Palacio de Westminster, están protegidas por sus propios servicios de bomberos con la intención de proteger lugares de importancia patrimonial y real. El Real Servicio de Bomberos del Hogar se encarga de luchar contra los incendios en las propiedades de la Realeza.

## Vehículos y Camiones de Bomberos
Se usan varios equipos y vehículos estandarizados en el Servicio de Bomberos Británico.